# Whangaehu

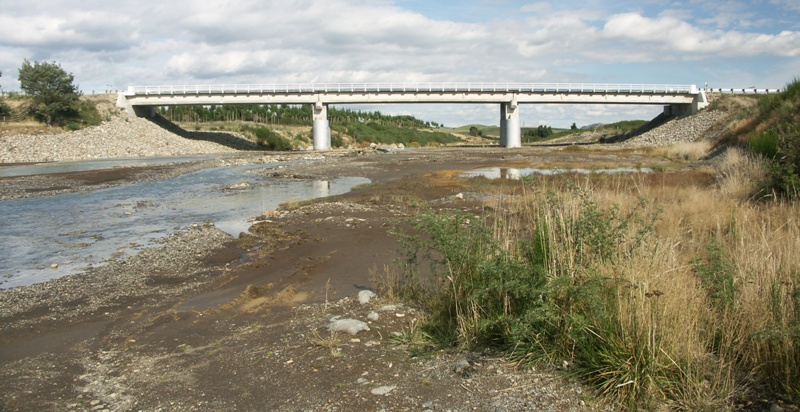
Whangaehu

Whangaehu este printre cele mai mari râuri de pe Insula de Nord, care aparține de Noua Zeelandă. Izvorăște dintr-un lac vulcanic format în craterul vulcanului Ruapehu situat în Parcul Național Tongariro. Râul Whangaehu are lungimea de 140 km și se varsă în Marea Tasmaniei la circa 13 km sud-est de orașul Wanganui, lângă Ratana.
La data de 24 decembrie 1953 craterul vulcanului Ruapehu s-a surpat, a avut loc o revărsare de lahar, care a inundat valea și, în apropiere de localitatea Tangiwai, a rupt un pod de cale ferată care a dus la deraierea unui tren de persoane. Ultimul lahar a avut loc în martie 2007, când autoritățile au luat măsurile corespunzătoare de prevenire a catastrofelor.